# Arthur Böckenhauer

Arthur Böckenhauer, Porträtfoto aus dem Reichstags-Handbuch 1938

Arthur Böckenhauer (* 13. September 1899 in Hamburg; † 18. April 1953, nach anderen Angaben 18. April 1945 in Hamburg) war Reichstagsabgeordneter der NSDAP und in führenden Funktionen in der SA tätig.

## Leben
Böckenhauer besuchte in Hamburg die Volks- und Fortbildungsschule. Nach einer kaufmännischen Lehre war er als Angestellter in seinem Lehrberuf tätig und absolvierte zugleich eine vormilitärische Ausbildung. Im Ersten Weltkrieg meldete er sich 1918 als Kriegsfreiwilliger, dabei wurde er als Unteroffizier an der Westfront eingesetzt und einmal verwundet. Er wurde mit dem Eisernen Kreuz II. Klasse ausgezeichnet. Nach Kriegsende wurde er in die Vorläufige Reichswehr übernommen und war bei der Heeresfachschule des Reichsheeres tätig.
Böckenhauer war 1919 und 1920 Freikorpsmitglied. Zwischen 1920 und 1922 gehörte er verschiedenen völkisch-nationalistischen Organisationen an, ehe er am 1. Oktober 1922 in die NSDAP und die SA eintrat. Von Januar bis November 1923 war er SA-Führer in Hamburg. Nach dem Verbot von NSDAP und SA nach dem Hitlerputsch im November 1923 führte Böckenhauer eine Hamburger Tarnorganisation der SA, die sich „Turn-, Sport- und Wandervereinigung Blücher von 1923“ nannte. 1923 und 1924 als Bankangestellter tätig, wurde Böckenhauer 1925 Polizeibeamter in der Hamburger Ordnungspolizei.
Nach der Wiederzulassung der NSDAP trat Böckenhauer nach eigener Darstellung sogleich März 1925 in die Partei ein, sein offizielles Eintrittsdatum ist allerdings der 1. Januar 1927 (Mitgliedsnummer 55.437). Juli 1925 hatte er wieder die Führung der Hamburger SA übernommen. Wegen dieser politischen Betätigung wurde er am 2. November 1926 fristlos aus dem Polizeidienst entlassen und war dann bis 1930 in unterschiedlichen Berufen tätig. Ab dem 21. August 1927 wurde er als SA-Gausturmführer „Nordmark“ zuständig für die Gaue Schleswig-Holstein, Hamburg und Lüneburg-Stade. Für das gleiche Gebiet war er auch als SS-Führer verantwortlich. Am 8. Mai 1928 wurde er aus der NSDAP und der SA ausgeschlossen (die Gründe für den Ausschluss sind nicht bekannt, in den amtlichen Reichstagshandbüchern aus der Zeit des Nationalsozialismus wird der Ausschluss nicht erwähnt), jedoch 1930 wieder in die NSDAP und 1931 in die SA aufgenommen.
Anlässlich der Reichstagswahl vom Juli 1932 wurde Böckenhauer als Kandidat der NSDAP in den Reichstag gewählt, dem er – nach Bestätigung seines Mandates bei den Wahlen vom November 1932 und März 1933 – zunächst für drei (jeweils stark verkürzte) Wahlperioden bis zum November 1933 angehörte. Nach einer mehrjährigen Amtspause konnte er anlässlich der Wahl vom März 1936 – zu der freilich nur Kandidaten auf der Einheitsliste der NSDAP zugelassen waren – in den politisch bedeutungslosen Reichstag zurückkehren, dem er nun bis zum Ende der NS-Diktatur im Frühjahr 1945 angehörte.
In der Hamburger SA hatte Böckenhauer bis zum 1. März 1934 verschiedene Führungspositionen inne, zuletzt war er Sonderkommissar der dortigen SA-Führung. Während dieser Zeit wurde er zum 1. März 1933 zum SA-Gruppenführer befördert. Vom 1. März 1934 bis zum 31. Mai 1935 war er als Abteilungschef im Stab der Obersten SA-Führung (OSAF) tätig, wo er mit der Bearbeitung der Angelegenheiten des SA-Feldjägerkorps befasst war. Vom 1. Mai 1935 bis 31. Oktober 1937 amtierte Böckenhauer schließlich, ebenfalls im Stab der OSAF, als Chef des Gerichts- und Rechtsamtes der Obersten SA-Führung. In der Zeit vom 1. Mai bis zum 30. November 1936 war zudem in Personalunion auch mit der geschäftsführenden Leitung des Personalamtes der OSAF befasst. Während seiner Zugehörigkeit zur OSAF wurde er zum 9. November 1936 zum SA-Obergruppenführer befördert.
Vom Herbst 1937 bis zum Frühsommer 1938 verließ Böckenhauer die OSAF vorübergehend, um vom 1. November 1937 bis zum 31. Mai 1938 die SA-Gruppe Niedersachsen mit Dienstsitz in Hannover zu führen. Zum 1. Juni 1938 kehrte er in die OSAF zurück, in der er bis zum Ende des Zweiten Weltkriegs die Position eines Hauptamtschefs unter den Stabschefs Viktor Lutze und Wilhelm Schepmann bekleidete. Während des Zweiten Weltkrieges nahm er 1940 als Hauptmann der Reserve am Westfeldzug teil. Dabei wurde er mit dem Eisernen Kreuz I. Klasse und der Spange zum Eisernen Kreuz II. Klasse ausgezeichnet. Ab 7. November 1941 war Böckenhauer als ehrenamtliches Mitglied an Urteilen des Volksgerichtshofes beteiligt.
Zum Sterbedatum Böckenhauers gibt es widersprüchliche Angaben.